# مزرعة حاجي قاسمي
مزرعة حاجي قاسمي (بالفارسية: مزرعه حاجی قاسمی) هي مستوطنة تقع في قسم باغلي ماراما الريفي في إيران. يقدر عدد سكانها بـ 216 نسمة .